# Cat Stevens
Yusuf Islam (narozen jako Steven Demetre Georgiou 21. července 1948), obecně znám pod dřívějším uměleckým jménem Cat Stevens, je britský hudebník. Je znám jako zpěvák-písničkář, multiinstrumentalista, učitel, filantrop a osobnost, která konvertovala k Islámu.
Narodil se v Londýně jako syn emigranta kyperského Řeka a Švédky. Dlouhou dobu žil ve Spojených státech amerických.
Jeho první alba z roku 1970 Tea for the Tillerman a Teaser and the Firecat byla oceněna v USA jako trojnásobná platinová, jeho album Catch Bull at Four dosáhlo prodeje půl milionu výlisků v prvních dvou týdnech po vydání a bylo podle časopisu Billboard nejlépe prodávaným LP ve třech po sobě jdoucích týdnech.
Stevens konvertoval k Islámu v době své největší slávy v prosinci 1977, a následující rok přijal muslimské jméno Yusuf Islam. V roce 1979 prodal všechny své kytary v charitativní aukci a zanechal hudební kariéry, aby se věnoval vzdělávání a dobročinnosti v muslimské komunitě. Obdržel několik cen za podporu míru ve světě, World Award (2003), Man for Peace Award (2004) a Mediterranean Prize for Peace (2007). V roce 2006 se vrátil do pop music se svým novým albem písniček An Other Cup, vydaným po 28 letech. V současnosti vystupuje pod jménem Yusuf Islam. Jeho album Roadsinger bylo vydáno 5. května 2009, album Tell 'Em I'm Gone vyšlo 27. října 2014.

## Diskografie

### Studiová alba
- 1967 Matthew and Son
- 1967 New Masters
- 1970 Mona Bone Jakon
- 1970 Tea for the Tillerman
- 1971 Teaser and the Firecat
- 1972 Catch Bull at Four
- 1973 Foreigner
- 1974 Buddha and the Chocolate Box
- 1974 Saturnight (Live in Tokyo)
- 1975 Numbers
- 1977 Izitso
- 1978 Back to Earth
- 1995 The Life of the Last Prophet
- 1999 Prayers of the Last Prophet
- 2000 A Is for Allah
- 2001 Bismillah
- 2003 I Look I See
- 2004 Majikat
- 2005 Indian Ocean
- 2006 Footsteps in the Light
- 2006 An Other Cup
- 2007 Yusuf's Cafe Session
- 2009 Roadsinger
- 2014 Tell 'Em I'm Gone

### Kompilace
- 1975 Greatest Hits
- 1984 Footsteps in the Dark: Greatest Hits, Vol. 2
- 1987 Classics, Volume 24
- 1999 Remember Cat Stevens - The Ultimate Collection
- 2000 The Very Best of Cat Stevens
- 2001 Cat Stevens Box Set
- 2005 Gold
- 2007 20th Century Masters: The Millennium Collection: The Best of Cat Stevens
- 2007 Harold and Maude